# Dawid Kownacki
Dawid Igor Kownacki (Gorzów Wielkopolski, 14 maart 1997) is een Pools voetballer die doorgaans speelt als spits. In juli 2023 verruilde hij Fortuna Düsseldorf voor Werder Bremen. Kownacki maakte in 2018 zijn debuut in het Pools voetbalelftal.

## Clubcarrière

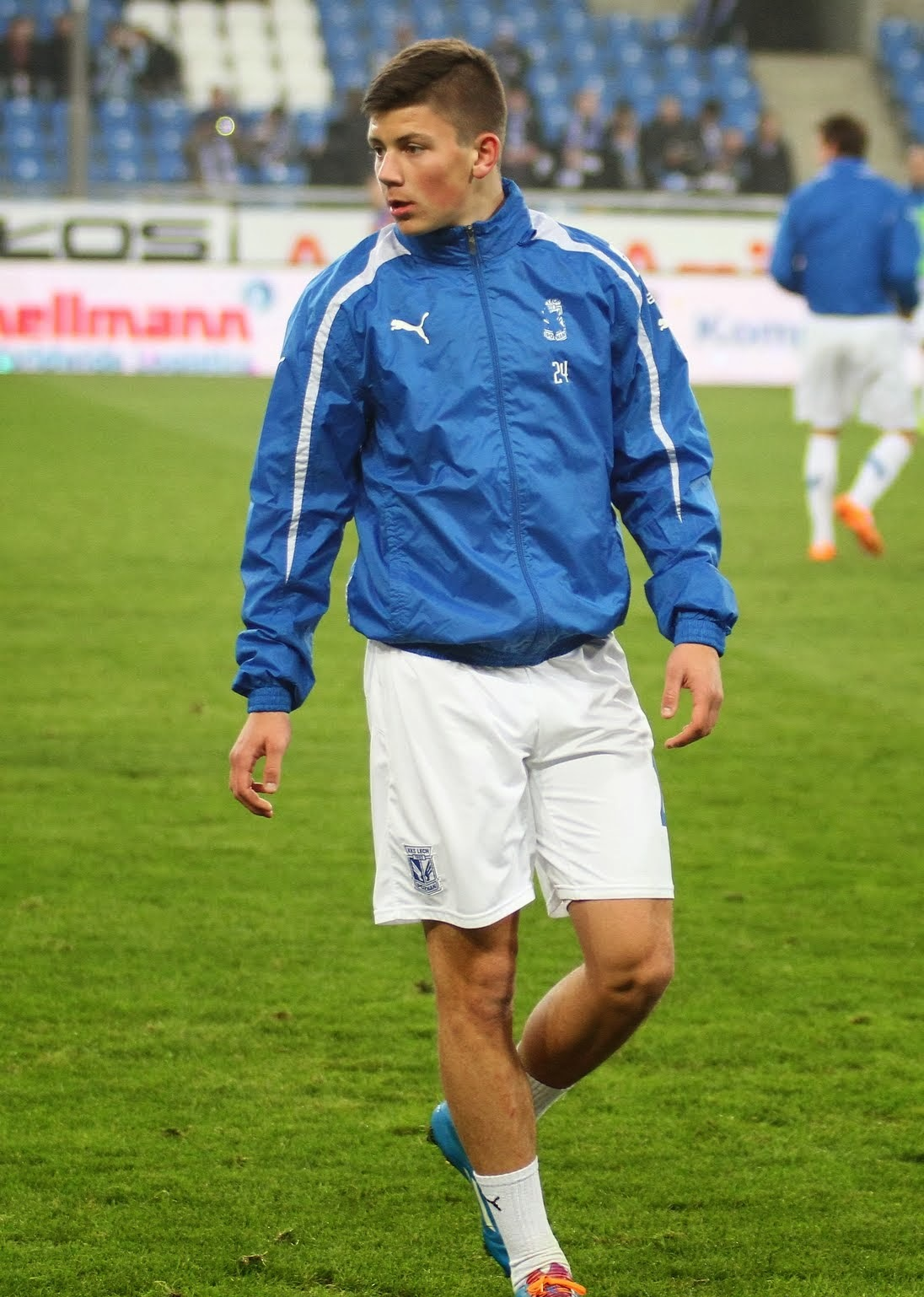
Kownacki als speler van Lech Poznań

Kownacki speelde in de jeugdopleiding van Gorzów Wielkopolski, waar hij in 2005 werd weggeplukt door topclub Lech Poznań. Aldaar doorliep hij de jeugdopleiding, totdat hij in 2013 voor het eerste elftal mocht debuteren. Op 6 december speelde hij namelijk als invaller mee tijdens het thuisduel met Wisła Kraków (2–0). Zijn eerste doelpunt maakte de spits drie maanden later, op 21 februari 2014, toen er met 5–1 verloren werd op bezoek bij Pogoń Szczecin. In de zomer van 2017 maakte hij voor circa vier miljoen euro de overstap naar Sampdoria, waar hij voor vijf jaar tekende. Kownacki werd in januari 2019 voor een halfjaar op huurbasis gestald bij Fortuna Düsseldorf. Hij scoorde viermaal in tien wedstrijden en in de zomer van 2019 verlengden beide clubs de verhuurperiode tot januari 2020, met een verplichte koopoptie daarna. Kownacki keerde in de winterstop van het seizoen 2021/22 voor een half seizoen op huurbasis terug bij Lech Poznań. In mei 2023 tekende Kownacki een voorcontract bij Werder Bremen, ingaande per juli van dat jaar. In Bremen kwam hij in tweeëntwintig competitiewedstrijden niet tot scoren, waarna hij verhuurd werd aan zijn oude club Fortuna Düsseldorf. In de 2. Bundesliga maakte hij dertien doelpunten, waarna Hertha BSC hem het jaar erop op huurbasis overnam.

## Clubstatistieken
| Seizoen | Club                 | Competitie    | Competitie | Competitie | Beker | Beker | Internationaal | Internationaal | Totaal | Totaal |
| Seizoen | Club                 | Competitie    | Wed.       | Dlp.       | Wed.  | Dlp.  | Wed.           | Dlp.           | Wed.   | Dlp.   |
| ------- | -------------------- | ------------- | ---------- | ---------- | ----- | ----- | -------------- | -------------- | ------ | ------ |
| 2013/14 | Lech Poznań          | Ekstraklasa   | 13         | 2          | 0     | 0     | —              | —              | 13     | 2      |
| 2014/15 | Lech Poznań          | Ekstraklasa   | 30         | 4          | 5     | 2     | 3              | 1              | 38     | 7      |
| 2015/16 | Lech Poznań          | Ekstraklasa   | 24         | 6          | 4     | 0     | 5              | 1              | 33     | 7      |
| 2016/17 | Lech Poznań          | Ekstraklasa   | 27         | 9          | 5     | 2     | —              | —              | 32     | 11     |
| 2017/18 | Sampdoria            | Serie A       | 22         | 5          | 2     | 3     | —              | —              | 24     | 8      |
| 2018/19 | Sampdoria            | Serie A       | 13         | 1          | 3     | 1     | —              | —              | 16     | 2      |
| 2018/19 | → Fortuna Düsseldorf | Bundesliga    | 10         | 4          | 1     | 0     | —              | —              | 11     | 4      |
| 2019/20 | → Fortuna Düsseldorf | Bundesliga    | 15         | 0          | 1     | 0     | —              | —              | 16     | 0      |
| 2019/20 | Fortuna Düsseldorf   | Bundesliga    | 5          | 0          | 0     | 0     | —              | —              | 5      | 0      |
| 2020/21 | Fortuna Düsseldorf   | 2. Bundesliga | 27         | 7          | 0     | 0     | —              | —              | 27     | 7      |
| 2021/22 | Fortuna Düsseldorf   | 2. Bundesliga | 7          | 0          | 1     | 1     | —              | —              | 8      | 1      |
| 2021/22 | → Lech Poznań        | Ekstraklasa   | 14         | 4          | 3     | 1     | —              | —              | 17     | 5      |
| 2022/23 | Fortuna Düsseldorf   | 2. Bundesliga | 32         | 14         | 3     | 2     | —              | —              | 35     | 16     |
| 2023/24 | Werder Bremen        | Bundesliga    | 22         | 0          | 0     | 0     | —              | —              | 22     | 0      |
| 2024/25 | → Fortuna Düsseldorf | 2. Bundesliga | 29         | 13         | 0     | 0     | —              | —              | 29     | 13     |
| 2025/26 | → Hertha BSC         | 2. Bundesliga | 0          | 0          | 0     | 0     | —              | —              | 0      | 0      |
| Totaal  | Totaal               | Totaal        | 300        | 69         | 28    | 12    | 8              | 2              | 326    | 83     |

Bijgewerkt op 23 juli 2025.

## Interlandcarrière
Kownacki maakte zijn debuut in het Pools voetbalelftal op 23 maart 2018, toen met 0–1 verloren werd van Nigeria door een goal van Victor Moses. Hij mocht van bondscoach Adam Nawałka als basisspeler aan het duel beginnen en hij werd achttien minuten voor tijd gewisseld ten faveure van Arkadiusz Milik. De andere debutanten dit duel waren Bartosz Białkowski (Ipswich Town) en Przemysław Frankowski (Jagiellonia).
Kownacki werd in juni 2018 door Nawałka opgenomen in de selectie van Polen voor het wereldkampioenschap in Rusland. Op het WK verloor Polen met 1–2 met Senegal en 0–3 van Colombia. Ondanks een overwinning van 0–1 op Japan betekenden de nederlagen de uitschakeling van Polen in de groepsfase. Kownacki mocht tegen Senegal invallen en tegen Colombia begon hij in de basis. Zijn toenmalige clubgenoten Lucas Torreira (Uruguay), Ivan Strinić (Kroatië), Karol Linetty en Bartosz Bereszyński (beiden eveneens Polen) waren ook actief op het toernooi.
Kownacki werd in mei 2021, na een afwezigheid van ruim anderhalf jaar in de nationale ploeg, door bondscoach Paulo Sousa opgenomen in de selectie voor het uitgestelde EK 2020. Op dit toernooi werd Polen uitgeschakeld in de groepsfase, na nederlagen tegen Slowakije (1–2) en Zweden (3–2) en een gelijkspel tegen Spanje (1–1). Kownacki kwam niet in actie. Zijn toenmalige teamgenoot Kenan Karaman (Turkije) was ook actief op het EK.
In oktober 2022 werd Kownacki door bondscoach Czesław Michniewicz opgenomen in de Poolse voorselectie voor het WK 2022. Voor de uiteindelijke selectie was hij een van de afvallers.
| Interlands van Dawid Kownacki voor Polen | Interlands van Dawid Kownacki voor Polen | Interlands van Dawid Kownacki voor Polen | Interlands van Dawid Kownacki voor Polen | Interlands van Dawid Kownacki voor Polen | Interlands van Dawid Kownacki voor Polen | Interlands van Dawid Kownacki voor Polen |
| №                                        | Datum                                    | Wedstrijd                                | Uitslag                                  | Competitie                               | Goals                                    |                                          |
| Als speler bij Sampdoria                 | Als speler bij Sampdoria                 | Als speler bij Sampdoria                 | Als speler bij Sampdoria                 | Als speler bij Sampdoria                 | Als speler bij Sampdoria                 | Als speler bij Sampdoria                 |
| ---------------------------------------- | ---------------------------------------- | ---------------------------------------- | ---------------------------------------- | ---------------------------------------- | ---------------------------------------- | ---------------------------------------- |
| 1                                        | 23 maart 2018                            | Polen – Nigeria                          | 0 – 1                                    | Vriendschappelijk                        |                                          |                                          |
| 2                                        | 12 juni 2018                             | Polen – Litouwen                         | 4 – 0                                    | Vriendschappelijk                        | 71'                                      |                                          |
| 3                                        | 19 juni 2018                             | Polen – Senegal                          | 1 – 2                                    | WK 2018                                  |                                          |                                          |
| 4                                        | 24 juni 2018                             | Polen – Colombia                         | 0 – 3                                    | WK 2018                                  |                                          |                                          |
| Als speler bij Fortuna Düsseldorf        |                                          |                                          |                                          |                                          |                                          |                                          |
| 5                                        | 6 september 2019                         | Slovenië – Polen                         | 2 – 0                                    | Vriendschappelijk                        |                                          |                                          |
| 6                                        | 9 september 2019                         | Polen – Oostenrijk                       | 0 – 0                                    | Vriendschappelijk                        |                                          |                                          |
| 7                                        | 1 juni 2021                              | Polen – Rusland                          | 1 – 1                                    | Vriendschappelijk                        |                                          |                                          |

Bijgewerkt op 23 juli 2025.

## Erelijst
| Ekstraklasa | 2 | 2014/15, 2021/22 |
| Superpuchar | 2 | 2015, 2016       |